# Улзийт (сомон)
Улзийт (монг. Өлзийт) - сомон в Баянхонгорському аймаці Монголії. Територія 3 300 км², населення 3,7 тис. чол.. Центр – селище Улаан уул розташовано на відстані 603 км від Улан-Батора, 18 км від Баянхонгору. Школа, лікарня, будинок культури, сфера обслуговування, будинки відпочинку, бібліотека.

## Клімат
Клімат різкоконтинентальний, середня температура січня -19,2 градусів, липня +20 градусів. У середньому протягом року випадає 200 мм опадів

## Рельєф
В основному гірська місцевість. Гори Їар нуден (1842 м), Тевш (1828 м), Баян тег (2173 м)

## Корисні копалини
Багатий запасами кам’яного вугілля, вапняком, будівельною сировиною.

## Тваринний світ
Водяться вовки, лисиці, манули, зайці.